# حكمت مزبان إبراهيم العزاوي
حكمت مزبان إبراهيم العزاوي (1933 - 2012)، بعثي مخضرم، واقتصادي عراقي تولى عدة مناصب وزارية اقتصادية متواصلة منذ عام 1968 وحتى عام 2003 وكان آخر منصب له هو نائب رئيس مجلس الوزراء ووزير المالية في حكومة صدام حسين، أعلنت القوات الأميركية عن اعتقاله يوم السبت 19 إبريل/ نيسان 2003، اذ انه بالتسلسل 45 ضمن قائمة العراقيين المطلوبين للقوات الأمريكية.

## مناصبه الاقتصادية
- وكيل وزير الاقتصاد العراقي 1968.
- وزير الاقتصاد يوليو (تموز) 1972 - مايو (أيار) سنة 1976 في حكومة أحمد حسن البكر.
- وزير التجارة الخارجية مايو (أيار) سنة 1976 - يونيو (حزيران) سنة 1977 في حكومة أحمد حسن البكر.
- وزير دولة يونيو (حزيران) سنة 1977 - يونيو (حزيران) سنة 1978 في حكومة أحمد حسن البكر.
- رئيس ديوان الرقابة المالية 1984.
- محافظ البنك المركزي العراقي 1984 - 1987 وقد أوقف عن العمل بسبب رفضه نقل مبالغ نقدية كبيرة لحساب أحد أقرباء صدام حسين حتى العام 1994.
- رئيس ديوان الرقابة المالية 1995.
- وزير المالية من 1995 إلى 1998 ثم من يوليو (تموز) 1999.
- نائب رئيس مجلس الوزراء و رئيس اللجنة الاقتصادية في مجلس الوزراء 2001.
- وبقي بمنصب نائب رئيس مجلس الوزراء ووزير المالية في حكومة صدام حسين حتى نهايتها عام 2003.

## عمله السياسي
عضو مخضرم في حزب البعث العربي الاشتراكي وكان عضوا بقيادة قطر العراق لحزب البعث حتى عام 1982 وهو أعلى منصب قيادي وصله.
وبما أنه فقد منصبه بالقيادة القطرية لحزب البعث العراقي عام 1982 انتهت عضويته في مجلس قيادة الثورة العراقي عام 1982 أيضا.

## اعتقاله ووفاته
عند الاحتلال الأمريكي للعراق كان حكمت العزاوي بالتسلسل 45 ضمن القائمة الأميركية للمطلوبين العراقيين من أركان الحكومة العراقية. وقد قامت الشرطة العراقية، باعتقال حكمت العزاوي وتسليمه للقوات الأميركية يوم السبت 19 إبريل (نيسان) 2003.
وبقي في المعتقل الأمريكي حتى سلمته القوات الأمريكية للحكومة العراقية.
وفي يوم 27 يناير 2012 تدهورت حالته الصحية فنقل إلى المستشفى، وقد توفي في الطريق اثناء نقله.
وقد توفي عن ثلاثة أبناء: زيد و واقد و زينب حكمت العزاوي.